# Динисламов, Адислам Заурбекович
Адислам Заурбекович Динисламов (род. 16 марта 1988) — российский самбист, бронзовый призёр чемпионата России 2011 года по боевому самбо, кандидат в мастера спорта России. Тренировался под руководством А. В. Горохова. В настоящее время — старший тренер Сахалинской области по боевому самбо. Выступает в полулёгкой весовой категории (до 57 кг).

## Спортивные достижения
- Чемпионат России по боевому самбо 2011 года — ;